# Paranamera ankangensis
Paranamera ankangensis är en skalbaggsart som beskrevs av Fernando Chiang 1981. Paranamera ankangensis ingår i släktet Paranamera och familjen långhorningar. Inga underarter finns listade i Catalogue of Life.